# 家族対抗 ふるさとチャンピオン
『家族対抗 ふるさとチャンピオン』（かぞくたいこう ふるさとチャンピオン）は、1997年4月5日から1998年3月28日までNHK BS2（衛星第2放送）で土曜日（12:10 - 13:35）に公開生放送された視聴者参加型番組である。

## 概要
全国各地の地方都市の公民館・体育館やNHK公開スタジオから生中継する。中継先の地元の家族数組が出場して、カラオケやクイズ、ゲームなどを通して、家族のチームワークやユニークさなど家族の絆を審査の判定基準にして展開する。カラオケコーナーでは単に歌のうまい・へただけでなく、歌まねや振付なども審査の対象としていた。
なぎら健壱は前日に現地入りして、地元の名物についてリサーチしたものを紹介していた。
レギュラーであった爆笑問題は、この番組で全国を巡り、司会のなぎらと過ごした時間、様々な一般参加者との出会いが思い出に残るとともに演歌歌手のトーク力と歌唱力に感銘したと語っている。

## 出演
- 司会 - なぎら健壱
- 進行 - 山本志保
- アシスタント - 爆笑問題
- 審査委員長 - 星野哲郎

その他ゲスト審査委員数名